# Fusarium graminearum
Fusarium graminearum (ongeslachtelijke fase) is een schimmel uit het geslacht Fusarium. De geslachtelijke fase wordt Gibberella zeae genoemd. De soort is een gevreesde plantenziekte op granen en grassen, die verwelking en fusariose (bijvoorbeeld een afrijpingsziekte bij gewone tarwe en gerst) veroorzaakt.
Macroconidiën worden relatief weinig gevormd, het meeste nog op de weinig gevormde, oranje sporodochiën (kussenvormig mycelium). Ze zijn allemaal even groot en hebben dezelfde vorm. Ze zijn slank, sikkelvormig tot bijna recht en dikwandig. Ze hebben 5 - 6 tussenwanden en een spits toelopende topcel. De cel aan de basis is voetvormig. De vorming van chlamydosporen is wisselend en worden vaak in de macroconidiën gevormd. Ze zitten in hoopjes of in een ketting. De chlamydospore is bolvormig met een iets ruw oppervlak.

## Genoom
Het genoom van Fusarium graminearum is in kaart gebracht en opgeslagen in de Fusarium graminearum Genome Database (FGDB). Het is zoals bij veel mycelium vormende schimmels 36,1 Mb (megabasen) groot. Het genoom bevat genen, die voor 13.937 voorspelde proteïnen coderen. Deze genen liggen verspreid over vier chromosomen. 2001 genen verschillen van enig ander gesequencet organisme, zogenaamde wezen, en 5.812 hebben homologen voor proteïnen met een onbekende functie. Er zijn minder repeats (herhalingen) en een ongewoon laag aantal homologe genen in vergelijking met andere mycelium vormende schimmels. In Fusarium graminearum komen SNP-plaatsen voor met genen voor pathogeniteit, die uniek zijn voor de door deze schimmel uitgescheidde eiwitten en genclusters betrokken bij de vorming van secundaire metabolieten.

## Levenscyclus
Fusarium graminearum is een haploïde homothallische ascomyceet. De vruchtlichamen zijn perithecia met ascosporen. De macroconidia overwinteren in de grond of op plantenresten. In het voorjaar worden peritheciën gevormd. De ascosporen zorgen voor een nieuwe infectie, waarbij macroconidiën gevormd worden, die voor verdere infectie zorgen. De ascosporen kunnen binnen zes uren kiemen op een waardplant.

## Toxinen
Bij infectie van de graankorrel van tarwe door de schimmel verandert de aminozuursamenstelling van de korrel en blijft de korrelvulling achter. De schimmel scheidt mycotoxinen uit, hoofdzakelijk deoxynivalenol (afgekort DON), dat de proteïnebiosynthesis remt en zearalenon, een oestrogeen mycotoxine. De toxinen veroorzaken bij inname door het vee overgeven, leverschade en vruchtbaarheidsproblemen. Ook voor mensen zijn ze schadelijk. Granen mogen daarom maar tot een bepaald percentage DON bevatten. In 2005 heeft de Europese Commissie maximale gehalten aan deoxynivalenol en zearalenon vastgesteld in VERORDENING (EG) Nr. 856/2005. In meel mag maximaal 750 μg/kg deoxynivalenol en 75 μg/kg zearalenon voorkomen.

## Voedingsbodem
Fusarium graminearum vormt op een voedingsbodem met Carnation Leaf Agar (agar met anjerbladextract) (CLA) peritheciën. De peritheciën zitten op de agar of op de anjerbladstukjes. Op Aardappel-Dextrose-Agar (PDA) groeit Fusarium graminearum snel en vormt een dicht, wit tot bleek-oranje of geel mycelium. Pas na meer dan 30 dagen worden langzaam roodbruine tot oranje sporodochiën gevormd, die vaak onder het mycelium verscholen zitten. Aan de agar worden rode kleurstoffen afgegeven, die afhankelijk van de pH ook geel kunnen zijn.

## Taxonomie
Op het International Code of Botanical Nomenclature (ICBN) congres in Melbourne in 2011 is besloten dat alleen de naam Gibberella zeae vanaf 2013 nog geldig is. Fusarium graminearum is volgens het ICBN derhalve alleen nog een synoniem. Hier is veel weerstand tegen. Daarnaast stelden Leslie und Summerell in 2006 voor om de sterk op Fusarium graminearum lijkende soorten, Fusarium acaciae-mearnsii, Fusarium asiaticum en Fusarium cortaderiae, samen te voegen met Fusarium graminearum.